# مارغريت ويلسون (روائية)
مارغريت ويلسون (بالإنجليزية: Margaret Wilson)‏ (16 يناير 1882، تراير في الولايات المتحدة - 6 أكتوبر 1973 في المملكة المتحدة)؛ كاتِبة مُتخصِّصة في أدب الأطفال، مُدرسة وروائية أمريكية.

## الجوائز
- جائزة بوليتزر عن فئة الأعمال الخيالية